# رناتو ویلالتا
رناتو ویلالتا (انگلیسی: Renato Villalta؛ زادهٔ ۳ فوریهٔ ۱۹۵۵) بازیکن بسکتبال اهل ایتالیا است.
از باشگاه‌هایی که در آن بازی کرده‌است می‌توان به یونیورسو ترویزو اشاره کرد.
وی در مسابقات کشوری و بین‌المللی در مجموع برندهٔ ۱ مدال طلا، ۳ مدال نقره، ۳ مدال برنز شده‌است.